# Seven Minutes in Heaven
Pour plus de détails, voir Fiche technique et Distribution.
Seven Minutes in Heaven est un film américain co-écrit et réalisé par Linda Feferman et sorti en 1985. Il raconte les vicissitudes amoureuses de trois adolescents.
Le titre fait référence à un jeu pour adolescents populaire aux États-Unis lors duquel deux personnes sont désignées pour entrer dans un placard ou un autre espace clos et faire ce qu'elles veulent pendant sept minutes.
Le film se concentre sur trois adolescents de l'Ohio, Natalie (Jennifer Connelly), Jeff (Byron Thames (en)) et Polly (Maddie Corman).

## Synopsis
Jeff ne s'entend pas avec son beau-père Gerry (Marshall Bell). Après une dispute, il sort en trombe de la maison et se rend chez son amie Natalie qui accepte de le laisser rester chez elle durant quelques jours pendant que son père est en voyage d'affaires (sa mère est décédée).
L'amie de Natalie et Jeff, Polly, est contrariée que son béguin, James Casey, s'intéresse à Natalie et non à elle. Mais elle rencontre ensuite le joueur de baseball professionnel et mannequin de sous-vêtements Zoo Knudsen (Billy Wirth). Ils discutent ensemble et, tout en essayant d'éviter un fan obsessionnel, se réfugient dans un magasin de lingerie. Se faisant passer pour un couple fiancé, Zoo achète à Polly un déshabillé. Plus tard dans la nuit, Polly et Zoo s'embrassent dans sa voiture. Zoo lui demande quel âge elle a et elle répond qu'elle a 18 ans. Avant de partir, Zoo dit à Polly de venir à New York et de regarder l'un de ses matchs. Polly écrit plus tard à Zoo une lettre de fan et met le déshabillé sous son oreiller.
La mère de Jeff parle à son entraîneur de football et le convainc de virer Jeff de l'équipe de football en guise de punition pour avoir quitté la maison. Elle rencontre également Jeff en personne et essaie de le convaincre de rentrer à la maison, mais il refuse.
Natalie et Casey commencent à passer plus de temps ensemble. Un soir, Polly se rend chez Natalie. Elle trouve Jeff assis dehors dans un sac de couchage, pour donner à Natalie et Casey un peu d'intimité. Polly part alors, supposant à tort que Natalie et Casey ont des relations sexuelles. Plus tard, Polly a des nouvelles de Zoo par la poste et reçoit une photo dédicacée, mais est déçue lorsque la lettre s'avère être une lettre de réponse de fan générique dactylographiée.
Frustrée par Zoo et jalouse de la relation de Natalie avec Casey (et croyant que Natalie n'est plus vierge), Polly se bat avec elle. Natalie sort en trombe de la maison de Polly qui tente alors de séduire Jeff pour perdre sa virginité, avant de rencontrer à nouveau Zoo. Ils commencent à devenir intimes, mais Jeff sort de la pièce dès que Polly parle de Zoo.
Lors d'un exercice d'incendie, Polly dit à Jeff, à portée d'oreille de Natalie, que Casey flirte avec leur camarade de classe Lisa. Casey avoue alors qu'il n'a jamais vraiment cessé de voir Lisa. Natalie, le cœur brisé, dit à Casey de la laisser tranquille. Plus tard, elle s'en prend à Jeff (qui est ami avec Casey), déçue qu'il ne lui ait pas dit que Casey et Lisa étaient toujours ensemble tout le temps.
Natalie remporte un concours d'écriture universitaire et se rend à Washington pour rencontrer le vice-président, son sénateur d'État et Williams, un assistant de la Maison-Blanche. Williams emmène Natalie faire une visite et essaie de l'embrasser, mais elle évite le geste. Il lui demande alors de retourner à son bureau, mais Natalie refuse et propose d'aller voir le Washington Monument.
Polly se rend à New York pour regarder Zoo jouer dans un match de baseball. Elle provoque une agitation lorsqu'elle grimpe sur le dugout et sort le déshabillé pour attirer l'attention de Zoo. Alors qu'elle est arrêtée par la police, Bill, un photographe professionnel, intervient et fait semblant de la connaître afin de lui éviter des ennuis. Bill laisse Polly rester dans son appartement pour la nuit et accepte de la conduire à l'aéroport le lendemain matin.
Le père de Natalie arrive à la maison et découvre que Jeff vit avec Natalie depuis plusieurs jours. Natalie et Polly se rencontrent à l'aéroport et se réconcilient. La mère de Jeff est appelée par le père de Natalie, arrive à la maison et exige que Jeff rentre à la maison. Natalie rentre à la maison et est confrontée à son père et à la mère de Jeff. Natalie s'excuse auprès de son père, mais exprime son aversion à l'idée qu'il soit si souvent absent de la maison. Son père s'excuse aussi.
Jeff et sa mère discutent sous le porche de Natalie. Jeff dit qu'il envisage de déménager en Californie pour être avec son père, mais sa mère lui rappelle que son père n'a même pas de maison ni de travail. Jeff lui rappelle que Gerry n'est pas son père, mais elle répond que Gerry est le seul père qu'il n'aura jamais vraiment.
Quelque temps plus tard, Jeff est devant sa maison en train de jouer au basket avec Gerry. Natalie et Polly passent en patins à roulettes et interpellent Jeff. Les trois amis descendent la rue en souriant et en se tenant la main.

## Fiche technique
- Titre original : Seven Minutes in Heaven (littéralement « Sept minutes au paradis »)
- Réalisation : Linda Feferman
- Scénario : Jane Bernstein (en) et Linda Feferman
- Musique : Robert Kraft (en)
- Photographie : Steven Fierberg
- Montage : Marc Laub
- Production : Fred Roos
- Société de production : Zoetrope Studios et FR Productions
- Société de distribution : Warner Bros.
- Pays de production :  États-Unis
- Langue originale : anglais
- Format : couleur
- Genre : teen movie
- Durée : 88 minutes
- Dates de sortie :
  - États-Unis : 9 mai 1985

## Distribution
- Jennifer Connelly : Natalie
- Byron Thames (en) : Jeff
- Maddie Corman : Polly
- Michael Zaslow (en) : le père de Natalie
- Polly Draper : la mère de Jeff
- Alan Boyce : Casey
- Billy Wirth : « Zoo » Knudsen
- Terry Kinney : Bill, le photographe
- Spalding Gray : Dr. Rodney
- Marshall Bell : le beau-père de Jeff
- Michael Higgins : le sénateur Peterson

C'est également dans ce film que l'actrice Lauren Holly apparaît pour la première fois au cinéma dans le rôle de Lisa.

## Lieu de tournage
Certaines scènes ont été tournées au Montclair High School (en) dans le New Jersey, ainsi qu'au Mamaroneck High School (en) dans l'État de New York. Des scènes d'intérieur de l'école ont également été filmées au Nutley High School (en) dans le New Jersey.